# Kathleen Rowe Karlyn
Kathleen Rowe Karlyn (* 1947) ist eine amerikanische Filmwissenschaftlerin und Anglistin, die sich besonders mit Film, Fernsehen und Fragen der Geschlechterverhältnisse auseinandergesetzt hat.
Für ihr Buch The Unruly Woman: Gender and the Genres of Laughter erhielt sie 1996 den Emily Toth Award der American Culture/Popular Culture Association. Ihr Essay über Roseanne Barr (Roseanne: unruly woman as domestic goddess ), das 1990 erstmals in der wissenschaftlichen Zeitschrift Screen erschien, ist mittlerweile Bestandteil vieler Anthologien zum Thema Frauen in den Medien. In beidem beschäftigt sie sich mit medialen Frauenfiguren, die im Fernsehen als typisch männlich konnotierte Verhaltensweisen zeigen. Sie thematisiert das Verhalten der Umwelt auf Frauen, die öffentlich aggressiv, humorvoll, wütend und rücksichtslos sind, und damit Erfolg haben – Beispiele an denen sie ihre Thesen erarbeitet sind neben Roseanne Barr auch Murphy Brown, Mae West oder Miss Piggy. Rowe weitete damit das Feld feministischer Filmtheorie über die klassischen Hollywoodfilme hinaus auf zeitgenössisches Fernsehen aus. Die Frau ganz oben beschreibt sie als positives Gegenbild zu anderen weiter verbreiteten Frauenfiguren, in denen diese oft nur den Rahmen für männliche Akteure bilden.
Im Nachfolgebuch Unruly Girls, Unrepentant Mothers:  Redefining Feminism on Screen. beschäftigt sich Karlyn mit dem Verhältnis von amerikanischen weiblichen Teenagern zu ihren Eltern, und wie diese in den Medien dargestellt werden. Dabei geht es ihr insbesondere, um den Einfluss den Bewegungen wie Girl Power in den 1990ern gehabt haben, oder auch nicht gehabt haben.
Karlyn erhielt 1992 ihren Doktortitel in Telekommunikation und Film von der University of Oregon und unterrichtete dort seit 1994 im Department für Anglistik. Von 2010 bis 2012 war sie Leiterin des ersten Programms für Filmwissenschaft an der University of Oregon.

## Veröffentlichungen
- Roseanne: unruly woman as domestic goddess Screen (1990) 31 (4): 408–419
- The Unruly Woman: Gender and the Genres of Laughter.  Austin: University of Texas Press Film Series, 1995[2]
- Unruly Girls, Unrepentant Mothers:  Redefining Feminism on Screen.  Austin: University of Texas Press Film Series, 2011